# Roland Hartwig
Roland Hartwig (nascido em 22 de setembro de 1954) é um político alemão da Alternativa para a Alemanha (AfD) e desde 2017 membro do Bundestag.

## Vida e conquistas
Hartwig nasceu em 1954 em Berlim e estudou jurisprudência na Universidade de Freiburg e tornou-se doutor em direito em 1984.
Hartwig foi 'Chefsyndikus' (sindicato chefe) do departamento jurídico da empresa química líder mundial Bayer de 1999 a 2016.
Hartwig entrou para a recém-fundada AfD em 2013 e é desde a eleição federal alemã de 2017 membro do Bundestag.